# Polská exilová vláda
Polská exilová vláda, formálně známá jako vláda Polské republiky v exilu (polsky: Rząd Rzeczypospolitej Polskiej na uchodźstwie), byla exilová vláda vytvořená po invazi do Polska v září 1939, po které následovala okupace polského území Německou říší a Sovětským svazem, a ukončila tak existenci Druhé Polské republiky.
Navzdory okupaci měla exilová vláda značný vliv na události v Polsku i během druhé světové války prostřednictvím odboje, Polského podzemního státu (polsky: Polskie Państwo Podziemne), a jeho ozbrojené složky, Zemské armády (polsky: Armia Krajowa). V zahraničí pod velením exilové vlády bojovaly polské vojenské jednotky po boku dalších spojeneckých sil v Evropě, Africe a na Blízkém východě.
Jakmile se po válce dostalo polské území pod vliv Sovětského svazu, vznikla Polská lidová republika, jako satelitní stát Sovětského svazu. I nadále si exilová vláda zachovávala svou existenci, avšak již většinou bez efektivní moci a neuznaná ostatními státy. Až po pádu komunistického režimu v Polsku přestala exilová vláda formálně existovat a její odpovědnost přešla v prosinci 1990 na nově vzniklou vládu Třetí polské republiky.

## Historie

### Vznik
V září 1939 se prezident polské republiky Ignacy Mościcki nacházel v městečku Kuty (dnešní Ukrajina) nedaleko polských jižních hranic. A právě tam představil svůj úmysl předat svou funkci na svého nástupce, za kterého vybral maršálka senátu Władysława Rackiewicze. Tento akt byl v souladu s článkem 24 polské ústavy, která byla přijata v dubnu 1935. V tomto článku se píše:
V případě války, funkční období prezidentského úřadu by mělo být prodlouženo na nezbytnou dobu, která by trvala ještě tři měsíce po uzavření míru; prezident republiky by pak měl, speciálním zákonem uveřejněným ve vládním věstníku, jmenovat svého nástupce, pro případ že by se prezidentská funkce uvolnila ještě před dosažením míru. V tom případě by prezidentův nástupce měl převzít úřad se zamýšleným funkčním obdobím končícím tři měsíce po dosažení míru.

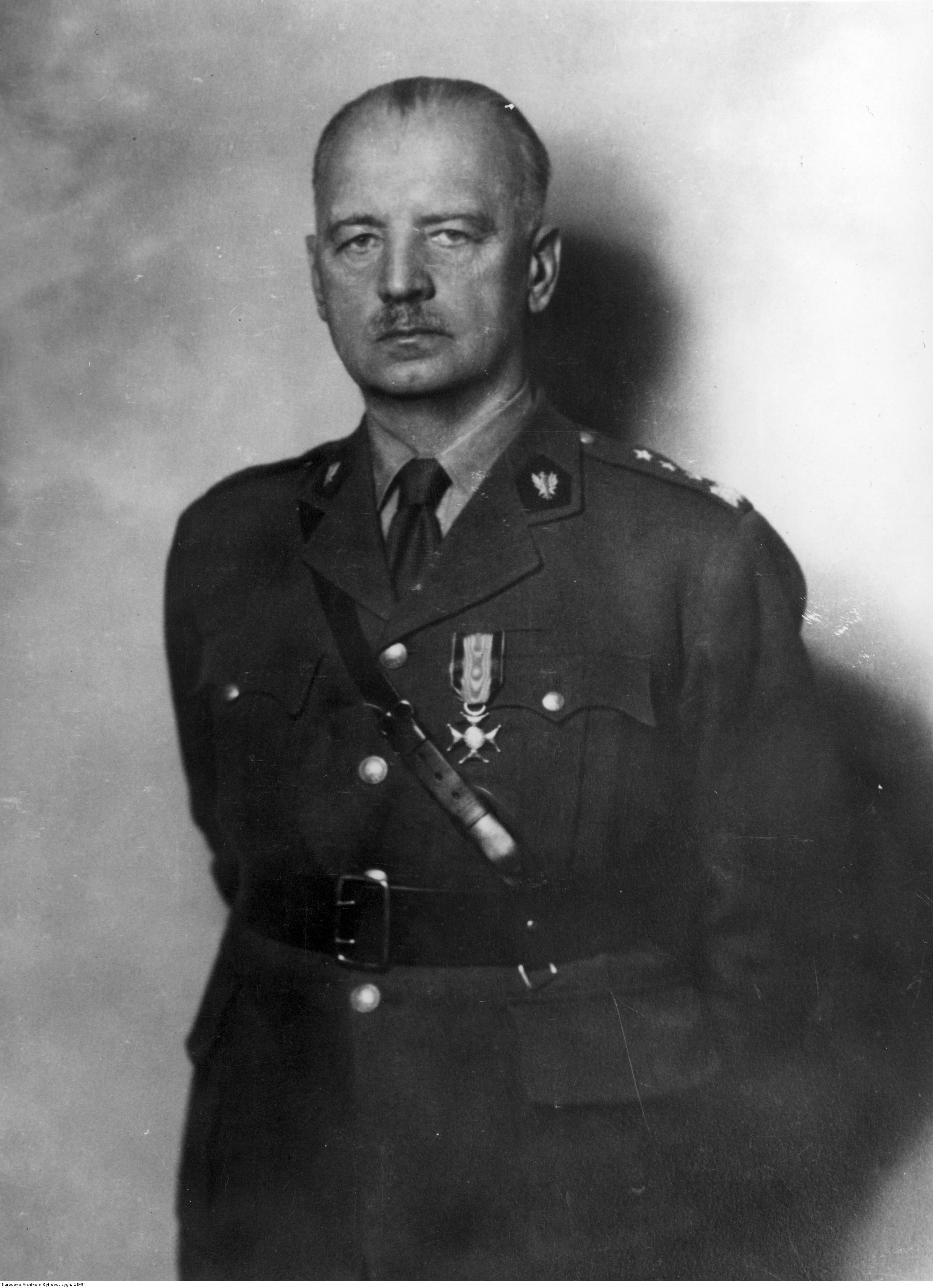
Władyslaw Sikorski

Mościcki rezignoval ze své funkce někdy 29. či 30. září 1939. Následně Raczkiewicz, v té době se nacházející již v Paříži, okamžitě složil ústavní přísahu na polské ambasádě a stal se prezidentem polské republiky. Novým předsedou vlády jmenoval generála Władysława Sikorského. Poté, co rezignoval Edward Rydz-Śmigły, jmenoval Raczkiewicz Sikorského i vrchním velitelem polských ozbrojených sil.
Většině polského námořnictva se podařilo uniknout do Velké Británie, stejně jako dalším desetitisícům vojáků a příslušníků letectva, kteří Polsko opouštěli přes Baltské moře nebo jižní cestou přes Maďarsko a Rumunsko. Směřovali do Francie, aby mohli pokračovat v boji proti nepříteli. Mnoho Poláků se následně zapojilo do spojeneckých operací v Norsku, ve Francii, v bitvě o Británii, v bitvě o Atlantik, v bojích v severní Africe (zde významnou měrou přispěli při bojích o Tobruk), v Itálii, u Arnhemu, u Wilhelmshavenu a na mnoha dalších místech.

### Druhá světová válka
Polská exilová vláda se nejdříve usadila v Paříži a později se přesunula do Angers, kde prezident Raczkiewicz od 2. prosince 1939 do června 1940 žil na zámku Pignerolle, ležícím nedaleko města.

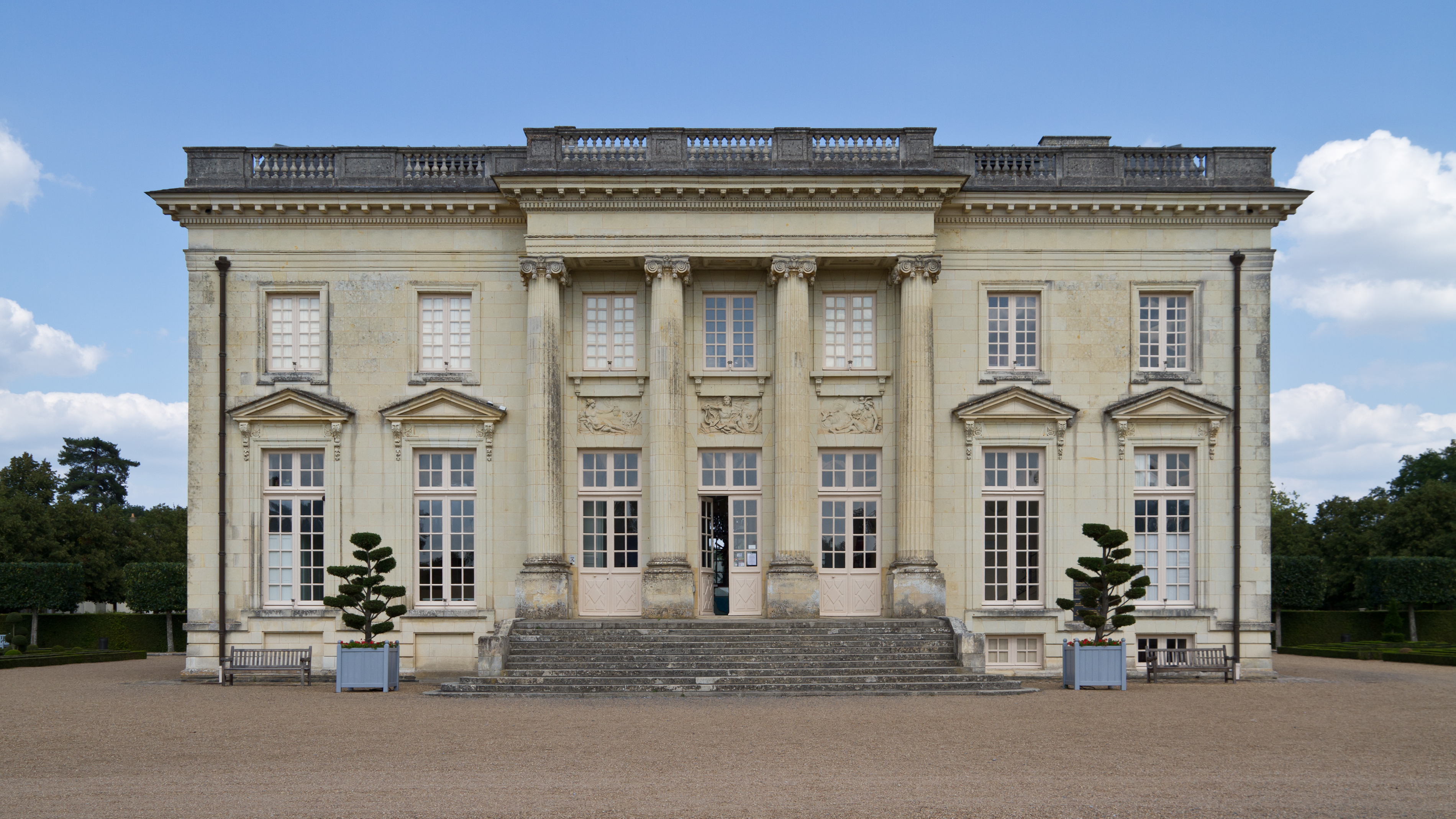
Zámek Pignerolle, v letech 1939–1940 sídlo prezidenta polské exilové vlády

Po útěku z Francie, vláda přesídlila do Londýna a byla uznána jako oficiální polská vláda všemi spojeneckými vládami. Z politického hlediska šlo o koalici polské lidové strany (polsky: Polskie Stronnictwo Ludowe), polské socialistické strany (polsky: Polska Partia Socjalistyczna), národní strany (polsky: Stronnictwo Narodowe) a strany práce (polsky: Stronnictwo Pracy), ačkoliv tyto strany v té době již byly jen fragmentem toho, čím bývaly před válkou.

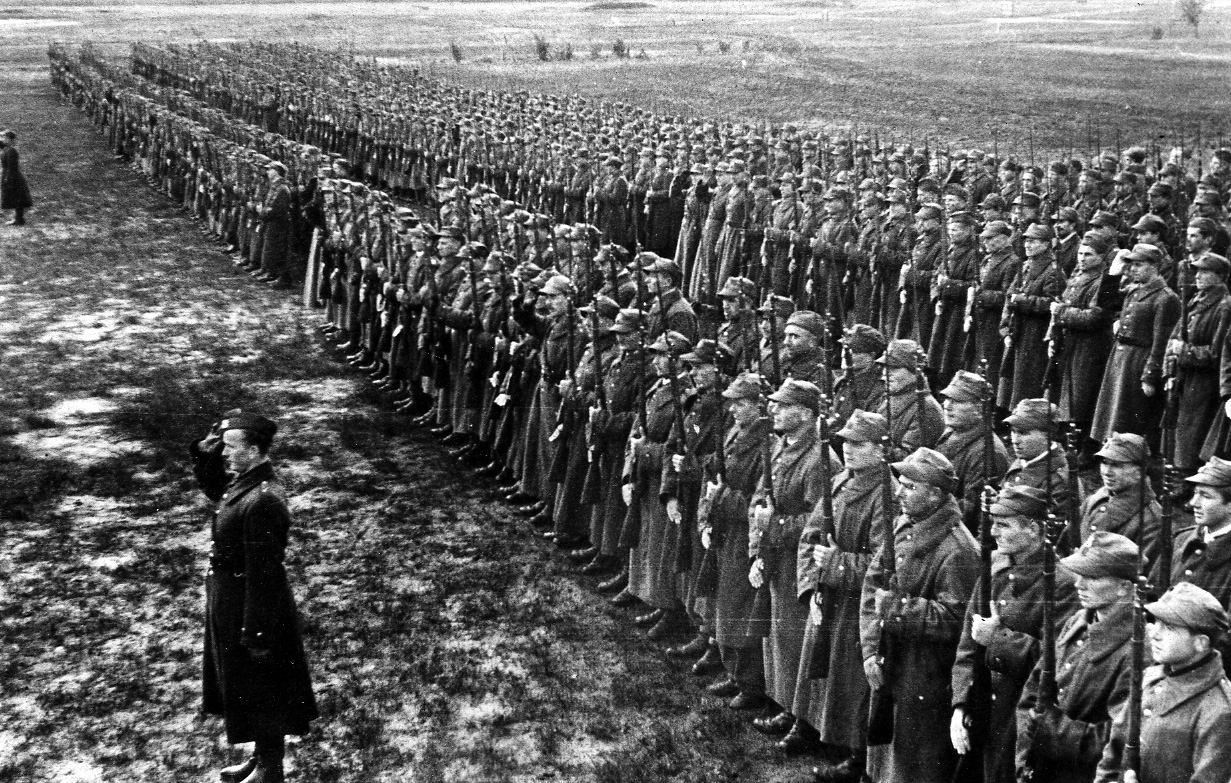
Andersova armáda v SSSR na počátku roku 1942

Když Německo v roce 1941 zaútočilo na Sovětský svaz, polská exilová vláda s ním navázala diplomatické vztahy jednak, aby se s ním spojila v boji proti „hitlerismu“, ale také kvůli snaze pomoci Polákům, kteří byli pronásledováni NKVD. V červenci 1941 pak došlo k uzavření dohody Sikorski-Majský. Následně 12. srpna 1941 Kreml vyhlásil jednorázovou amnestii, vztahující se na tisíce polských vojáků, kteří byli v roce 1939 ve východním Polsku vzati do sovětského zajetí. Amnestie se vztahovala také na mnoho civilních vězňů a deportovaných Poláků držených na Sibiři. Amnestie dovolila Polákům vytvořit osm vojenských divizí, známých jako Andersova armáda. Vojáci se chtěli zapojit do bojů v Sovětském svazu, byli však posláni přes Írán na Blízký východ do Palestiny, kde na jejich příchod zoufale čekaly britské jednotky, v té době silně zatlačované Rommelovým Afrikakorpsem. Tyto polské jednotky pak vytvořily základ Polského II. sboru, kterému velel generál Władysław Anders. Berlingova armáda, vytvořená v Sovětském svazu v roce 1944, v něm zůstala a bojovala pak pod sovětským velením.
Především od roku 1942 informovala polská exilová vláda své spojence o probíhajícím pronásledování a vyhlazování evropských Židů. Mnoho jejích představitelů, například ministr zahraničí Edward Raczyński nebo kurýr polského podzemního hnutí, Jan Karski, volali po akci spojenců, která by toto vraždění zastavila. Avšak tato snaha byla neúspěšná. Nóta ministra Raczyňského, poslaná 10. prosince 1942 vládám Spojených národů, byla prvním oficiálním odsouzením nacistické snahy o naprosté vyhlazení židovské populace v Evropě. Byla také prvním oficiálním dokumentem sjednocující utrpení evropských Židů jako etnické skupiny, nikoliv jako občanů jednotlivých států dle jejich občanství. Nóta a úsilí polské vlády tak umožnilo vznik Deklarace spojeneckých národů ze dne 17. prosince 1942.

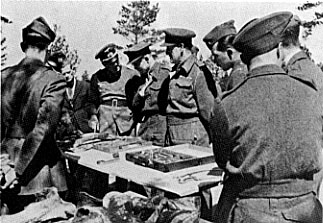
Exhumace masových hrobů v Katyni v roce 1943

V dubnu 1943 Němci přišli s objevem masových hrobů s ostatky 10 000 polských důstojníků v Katyňském lese nedaleko Smolensku (německé vyšetřování později nalezlo 4 443 těl), kteří se stali válečnými zajatci v roce 1939 a zavražděni Sověty. Sovětská vláda přišla s tvrzením, že si Němci celou záležitost vymysleli. Ostatní spojenecké vlády to z diplomatických důvodů oficiálně akceptovali, ale polská exilová vláda tak učinit odmítla.
Stalinovy vztahy s polskou exilovou vládou poté výrazně ochladly. Od chvíle kdy bylo jasné, že Polsko bude osvobozeno Sovětským svazem, nikoliv západními mocnostmi, toto ochladnutí vztahů mělo osudné následky pro Polsko. Navíc, v červenci 1943 zemřel Sikorski, který byl oceňovaný jako nejschopnější z polských exilových politiků, při letecké nehodě na Gibraltaru. V čele polské exilové vlády ho nahradil Stanisław Mikołajczyk.
V letech 1943 až 1944 se spojenečtí vůdci, zvláště Winston Churchill, snažili Stalina a polskou exilovou vládu přivést znovu k společnému jednání. Ovšem tyto snahy ztroskotaly na několika otázkách. Jednou z nich byl masakr v Katyni (a dalších v Kalininu a v Charkovu). Dalším kamenem úrazu bylo poválečné uspořádání hranic. Stalin trval na tom, že území připojená k Sovětskému svazu v roce 1939, na kterých žili vedle Ukrajinců a Bělorusů také miliony Poláků, zůstanou i nadále součástí SSSR. Polsko mělo jako kompenzaci získat země, které budou zabrány Německu. Mikołajczyk ovšem odmítl jakýkoliv kompromis. Další otázkou sporu byla Mikołajczykova snaha o to, aby Stalinovi zabránil v poválečném Polsku jmenovat komunistickou vládu.

### Poválečné období

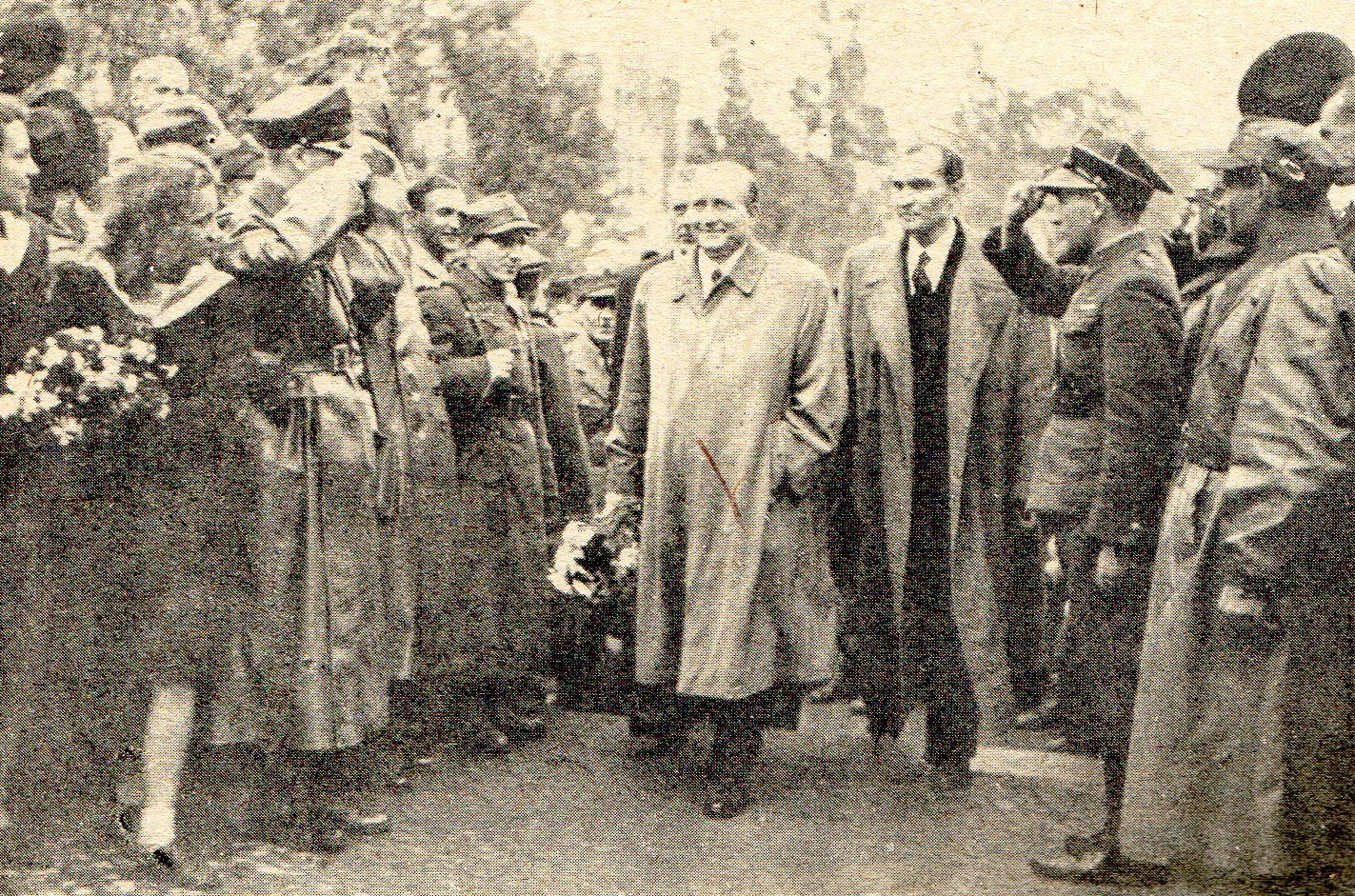
Stanisław Mikołajczyk v Poznani v roce 1945

Mikołajczyk se svými kolegy z polské exilové vlády zastávali jednotné stanovisko ohledně dodržení východní hranice Polska z předválečného období. Počítali se zachováním oblasti Kresy jako základnou pro budoucí polsko-sovětské hranice. Ovšem své názory si v praxi nemohli prosadit, neboť sporná území v té době ovládal Stalin. Neochota polské exilové vlády přijmout nové hranice, rozlítil spojence, především Churchilla. Z tohoto důvodu ochladla i Churchillova snaha vzdorovat Stalinovi v otázkách poválečné podoby polské vlády. Nakonec polská exilová vláda prohrála. Stalin anektoval východní teritoria Polska a byl schopný prosadit většinovou komunistickou provizorní vládu, jako novou legitimní vládu Polska. Polsko si však zachovalo status nezávislého státu, navzdory nesouhlasu některých vlivných komunistů, například Wandy Wasilewské, kteří upřednostňovali začlenění Polska do Sovětského svazu.
V listopadu 1944 i přes svou nedůvěru k Sovětům se Mikołajczyk vrátil do Polska, aby vstoupil do provizorní vlády národní jednoty, nové vlády sestavené pod záštitou sovětské okupační moci. Mnoho Poláků v exilu s tímto jeho činem nesouhlasilo, neboť tuto vládu viděli pouze jako Stalinův zastírací manévr pro zavedení komunistického režimu v Polsku. Tento názor se v roce 1947 ukázal jako správný poté, co komunisty ovládaný Demokratický blok vyhrál volby, ve kterých získal přes 80 procent hlasů. Opozice nezaujatost voleb napadla a považovala je za výsledek rozsáhlého podvodu. Mikołajczyk který se ucházel o post předsedy vlády v obavě o svůj život v dubnu 1947 opustil Polsko a již nikdy se nevrátil.
Mezitím polská exilová vláda i nadále udržovala svou činnost, avšak již 29. června 1945 Francie přestala uznávat její legitimitu a 5. července 1945 se k ní přidaly i Spojené státy americké a Spojené království. V roce 1945 také došlo k rozpuštění polských ozbrojených sil v exilu a většina jejich příslušníků, kterým nebyl umožněn bezpečný návrat do komunistického Polska, zůstala v exilu.

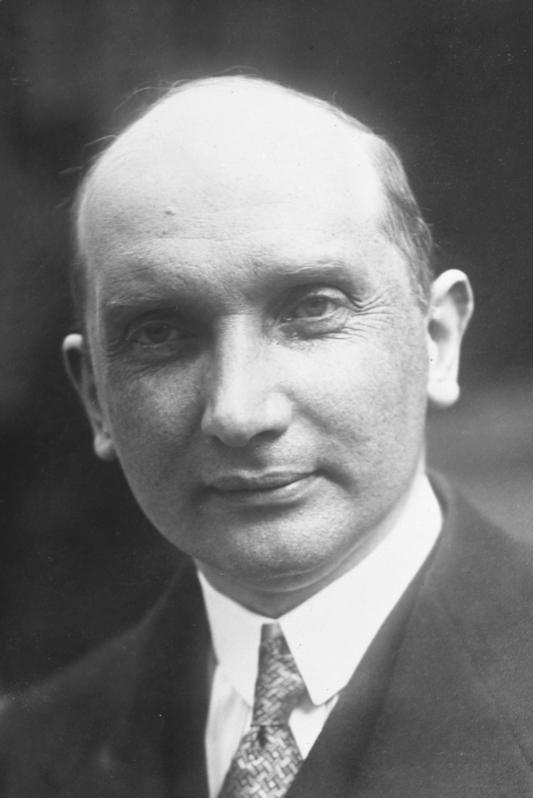
August Zeleski

Poláci také museli v Londýně vyklidit polskou ambasádu na Portland Place a byla jim ponechána pouze prezidentova soukromá rezidence na ulici Eaton Place 43. Exilová vláda se tak stala v podstatě pouze symbolickým pokračováním odporu k cizí okupaci Polska. Uchovávali také nějaké důležité archivní materiály z předválečného období. Posledními státy, které uznávaly legitimitu exilové vlády byla Irská republika, Frankovo Španělsko a do roku 1979 také Vatikán. I když Vatikán již v roce 1959 zrušil prostřednictvím svého státního tajemníka Domenica Tardiniho diplomatické výsady polské předválečné vlády.
V roce 1954 vedly rozdílné politické názory k rozkolu exilové vlády. Jedna frakce, tvrdící že zastupuje 80% z 500 000 protikomunisticky smýšlejících polských emigrantů, se postavila proti možnosti, aby August Zeleski zůstal v úřadu prezidenta exilové vlády i po uplynutí jeho sedmiletého funkčního období. To vedlo v červenci 1954 k vytvoření Rady národní jednoty a vzniku Rady tří (polsky: Rada Trzech), která převzala funkci hlavy státu. Členy rady byli Tomasz Arciszewski, generál Władysław Anders a Edward Raczyński. Ke sjednocení došlo až v roce 1972 po smrti Zaleského.
V průběhu let se několik podporovatelů exilové vlády vrátilo do komunistického Polska. Mimo jiné tak v roce 1955 učinil Hugon Hanke a v roce 1956 jeho předchůdce Stanisław Mackiewicz. Sověty nastolená vláda ve Varšavě usilovala o návrat příslušníků exilové vlády s příslibem jejich důstojného zaměstnání v komunistické administrativě a odpuštění bývalých přestupků.
I nadále však exilová vláda existovala a když sovětský vliv nad Polskem v roce 1989 skončil, stále zde byl exilový prezident a vládní kabinet sestávající z osmi lidí, kteří se pravidelně scházeli každé dva týdny v Londýně, a i v té době měli podporu okolo 150 000 polských veteránů a jejich potomků žijících ve Spojeném království, včetně 35 000 lidí přímo z Londýna.
Poté, co se v prosinci 1990 stal Lech Wałęsa prvním poválečným nekomunistickým polským prezidentem, obdržel od posledního prezidenta exilové vlády Ryszarda Kaczorowského, symboly polské republiky (prezidentskou standartu, prezidentské a státní pečeti, prezidentskou šerpu a originální text ústavy z roku 1935) a také mu během jeho inaugurace Kaczorowski oficiálně předal svou funkci. V roce 1992 byla všechna vojenská vyznamenání udělená exilovou vládou oficiálně Polskem uznána.

## Vláda a politici

### Prezidenti
| Pořadí | Jméno                                | Fotografie | Od                | Do                  | Politická strana            |
| ------ | ------------------------------------ | ---------- | ----------------- | ------------------- | --------------------------- |
| 1      | Władysław Raczkiewicz (1885–1947)    |            | 30. září 1939     | 6. června 1947 †    | Nezávislý                   |
| 2      | August Zaleski (1883–1972)           |            | 9. června 1947    | 8. dubna 1972 †     | Nezávislý                   |
| 3      | Stanisław Ostrowski (1892–1982)      |            | 9. dubna 1972     | 24. března 1979     | Polská socialistická strana |
| 4      | Edward Bernard Raczyński (1891–1993) |            | 8. dubna 1979     | 8. dubna 1986       | Nezávislý                   |
| 5      | Kazimierz Sabbat (1913–1989)         |            | 8. dubna 1986     | 19. července 1989 † | Nezávislý                   |
| 6      | Ryszard Kaczorowski (1919–2010)      |            | 19. července 1989 | 22. prosince 1990   | Nezávislý                   |

### Předsedové vlády
| Pořadí | Jméno                              | Fotografie |  | Politická strana            | Od                              | Do                                 |
| ------ | ---------------------------------- | ---------- |  | --------------------------- | ------------------------------- | ---------------------------------- |
| 1      | Władysław Sikorski (1881–1943)     |            |  | Nezávislý                   | 30. září 1939 20. července 1940 | 18. července 1940 4. července 1943 |
| 2      | Stanisław Mikołajczyk (1901–1966)  |            |  | Polská lidová strana        | 14. července 1943               | 24. listopadu 1944                 |
| 3      | Tomasz Arciszewski (1877–1955)     |            |  | Polská socialistická strana | 29. listopadu 1944              | 2. července 1947                   |
| 4      | Tadeusz Bór-Komorowski (1895–1966) |            |  | Nezávislý                   | 2. července 1947                | 10. února 1949                     |
| 5      | Tadeusz Tomaszewski (1881–1950)    |            |  | Nezávislý                   | 7. dubna 1949                   | 25. září 1950                      |
| 6      | Roman Odzierzyński (1892–1975)     |            |  | Nezávislý                   | 25. prosince 1950               | 8. prosince 1953                   |
| 7      | Jerzy Hryniewski (1895–1978)       |            |  | Polská nezávislá liga       | 18. ledna 1954                  | 13. května 1954                    |
| 8      | Stanisław Mackiewicz (1896–1966)   |            |  | Nezávislý                   | 8. června 1954                  | 21. června 1955                    |
| 9      | Hugon Hanke (1904–1964)            |            |  | Strana práce                | 8. srpna 1955                   | 10. září 1955                      |
| 10     | Antoni Pająk (1893–1965)           |            |  | Polská socialistická strana | 10. září 1955                   | 14. června 1965                    |
| 11     | Aleksander Zawisza (1896–1977)     |            |  | Nezávislý                   | 25. června 1965                 | 9. června 1970                     |
| 12     | Zygmunt Muchniewski (1896–1979)    |            |  | Strana práce                | 20. července 1970               | 13. července 1972                  |
| 13     | Alfred Urbański (1899–1983)        |            |  | Polská socialistická strana | 18. července 1972               | 15. července 1976                  |
| 14     | Kazimierz Sabbat (1913–1989)       |            |  | Nezávislý                   | 5. srpna 1976                   | 8. dubna 1986                      |
| 15     | Edward Szczepanik (1915–2005)      |            |  |                             | 8. dubna 1986                   | 22. prosince 1990                  |